# Hebius atemporale
Espèce
Synonymes
- Natrix atemporalis Bourret, 1934
- Amphiesma atemporale (Bourret, 1934)

Statut de conservation UICN

 DD  : Données insuffisantes
Hebius atemporale est une espèce de serpents de la famille des Natricidae. 

## Répartition
Cette espèce se rencontre :
- dans le nord du Viêt Nam ;
- dans le sud de la république populaire de Chine au Guangdong, à Hong Kong, au Guangxi, au Guizhou et dans l'est du Yunnan.

## Publication originale
- Bourret, 1934 : Notes herpétologiques sur l'Indochine française. VI. Sur diverses collections de serpents appartenant a l'Université de Hanoï. VII. Une salamandre nouvelle vivant au Tonkin. Annexe au Bulletin Général de l'Instruction Publique, Hanoi, vol. 1934, p. 73-84.